# Iglesia de San Lorenzo (Soria)
La Iglesia de San Llorente era una de las 35 parroquias con las que contaba la ciudad de Soria. Es el nombre castellano medieval de San Lorenzo.

## Historia
La Iglesia de San Llorente aparecía en el censo de Alfonso X elaborado en el año 1270. Se encontraba, en la actual calle de este nombre, al pie de la falda norte del castillo y en ella celebraban sus juntas los miembros del linaje San Llorente. Se anexionó a San Nicolás, de la que se hallaba muy próxima, en 1536, pasando a ser ermita hasta el año 1663 en que se cierra definitivamente. Posteriormente, en 1735 pasa a desempeñar la función de cuartel.
En la Plaza de Santa Catalina, situada en las traseras de la iglesia de San Nicolás se construyó hace unos años un templete que cobija el pebetero utilizado para realizar la hoguera en el día de San Lorenzo con motivo de las Fiestas del Barrio de San Pedro.

## Descripción
Era una iglesia de pequeñas dimensiones, como la mayoría las parroquias que aparecían en el censo de Alfonso X elaborado en 1270, de estilo románico. Desapareció en el siglo XVIII.
A principios de 1994 se realizó una excavación en la plaza de San Lorenzo que como resultado deparó el hallazgo de un muro de casi diez metros de longitud y ochenta centímetros de anchura, orientado de norte a sur y construido a base de canto rodado recibido con cal. Hacia el exterior solo existía la arcilla natural y en el interior se disponía un suelo de tierra batida, restos del enlucido del muro y el derrumbe del tejado. No se localizó el cementerio que es habitual en el entorno de las iglesias, por lo que resulta difícil afirmar que efectivamente se trate de restos de la antigua parroquia, aunque es muy probable.